# Carolyn Goodman
Carolyn Goodman Goldmark (n. Filadelfia, Pensilvania, Estados Unidos, 25 de marzo de 1939) es una política, activista y antropóloga estadounidense. Está casada desde 1962 con el político y abogado Oscar Goodman, con el que tiene cuatro hijos y seis nietos.
Perteneció al Partido Demócrata de los Estados Unidos hasta 2009 y desde el día 6 de julio de 2011 es alcaldesa de Las Vegas, en sucesión de su marido.

## Biografía
Nacida en la ciudad de Filadelfia en el Estado de Pensilvania, el día 25 de marzo de 1939. Se graduó en secundaria en un instituto de su ciudad natal. Posteriormente en 1961 se licenció en Antropología por la universidad "Bryn Mawr College" de Bryn Mawr (Pensilvania). 
Un año más tarde se casó con el actual conocido político y abogado Oscar Goodman, con el que en 1964 se mudó a Las Vegas (Nevada).
Una vez allí, en 1973 se graduó en la Universidad de Nevada, Las Vegas "(UNLV)", con un Título de Maestría en Counseling.
A mediados de los años 70 ella y su marido fundaron la "The Meadows School", que surgió cuando recién llegados a Las Vegas buscaban para sus cuatro hijos un colegio con los estándares académicos comparables a las mejores escuelas universitarias preparatorias de la Costa Este de los Estados Unidos. A través de su búsqueda de escuelas en la zona, les presentaron al Dr.Leore Cobbley que es un veterano educador en el Distrito Escolar del Condado de Clark y que siempre defendió un no-absurdo sistema tradicional de educación primaria.
Siguiendo en gran medida los modelos de educación que habían estudiado y con la filosofía e ideas aportadas por parte del Dr.Leore Cobbley, el matrimonio Goodman logró finalmente crear la Escuela "The Meadows School", sin ningún tipo de ánimo de lucro y que abrió oficialmente sus puertas el día 4 de septiembre de 1984 con una matrícula por entonces de unos 140 estudiantes aproximados y que actualmente está considerada una de las mejores escuelas de Las Vegas.
Recibieron en 2009 el Premio en materia de la Educación, otorgado por la organización benéfica United Way of America.
En el mundo de la política desde hace años pertenece al Partido Demócrata de los Estados Unidos y actualmente tras ganar con un 60% de los votos en las Elecciones locales de 2011, desde el día 6 de julio del mismo año es la nueva Alcaldesa de la ciudad de Las Vegas, sucediendo a su marido Oscar Goodman que ocupó el cargo desde 1999 con el Partido Demócrata y seguidamente como candidata independiente.